# La Haye-de-Routot
La Haye-de-Routot település Franciaországban, Eure megyében. Lakosainak száma 286 fő (2022. január 1.). La Haye-de-Routot Hauville, La Haye-Aubrée, Routot, Arelaune-en-Seine és Vatteville-la-Rue községekkel határos.

## Népesség
A település népességének változása:
| Lakosok száma | 148  | 197  | 227  | 257  | 286  | 299  | 305  | 307  | 300  | 286  |
|               | 1968 | 1982 | 1990 | 2006 | 2013 | 2015 | 2017 | 2019 | 2020 | 2022 |